# George Wright (giocatore di football americano)
George Wayne Wright (Houston, 3 marzo 1947) è un ex giocatore di football americano statunitense che ha militato nel ruolo di defensive tackle nella National Football League (NFL).

## Carriera
May al college giocò a football con alla Sam Houston State University. Fu scelto nel corso del nono giro (210º assoluto) del Draft NFL 1969 dai Baltimore Colts dove giocò per due stagioni nel 1970 e 1971, vincendo il Super Bowl V nella prima annata contro i Dallas Cowboys per 16-13. Chiuse la carriera nel 1972 con i Cleveland Browns.

## Palmarès
- Super Bowl : 1

Baltimore Colts: V
- American Football Conference Championship: 1

Baltimore Colts: 1970